# CD single
Um CD single é um single lançado na forma de CD, semelhante ao compacto simples feito de vinil. O formato foi introduzido na metade da década de 1980, mas não ganhou muito espaço no mercado fonográfico até a década de 1990. Na década de 2000, foi perdendo espaço para outro formato, o download digital.

## História
Dire Straits com sua "Brothers in Arms" (1985) está registrado como sendo o primeiro artista no mundo a utilizar um CD single, lançado no Reino Unido em dois singles separados como sendo um item promocional, um com a logotipo da turnê, Live in '85, e um segundo comemorativo para a turnê pela Austrália do Live in '86. Contendo apenas quatro faixas, teve um estoque de produção muito limitado.
Era comum na década de 1990 que companhias dos Estados Unidos lançassem um CD de dupla-faixa e um CD Maxi single de múltiplas faixas (normalmente remixes). No Reino Unido, as companhias de gravação também lançariam dois CDs dos artistas, mas normalmente foram lançados apenas CDs com três ou mais faixas. Com a mudança das regras das paradas, este formato mudou a prática norte-americana de lançar um CD de duas faixas junto com um Maxi CD.

### CDsingleno Brasil
Atualmente, CDs single são produzidos no Brasil apenas para rádios e divulgação promocional, sendo fabricados nacionalmente sem registros ou certificações da ABPD. Uma alegação da Associação Brasileira de Produtores de Discos é que não é compensável vender esse tipo de formato pelo seu preço. No entanto, muitos CDs singles importados são comercializados no país de forma livre, para colecionadores e fãs.
Em meados dos anos 2000, um formato semelhante foi lançado no país, batizado de CD Zero, sendo uma espécie de EP.

### CD single em Portugal
Em Portugal, assim como na maioria dos outros países da Europa, CDs single são comercializados normalmente, junto com CDs de álbuns dos artistas, sendo que geralmente as vendas são maiores pela internet.